# Celebration (canción de Kylie Minogue)
Kylie Minogue hizo una versión de la canción Celebration de Kool & The Gang en 1991. Iba a ser lanzado en el álbum Let's Get To It pero no fue incluida y después la lanzó como segundo sencillo de su primer recopilatorio Greatest Hits. Cuando lanzó el tema como sencillo, alcanzó el nº20 en R.U. y nº21 en Australia. El vídeo musical fue filmado en Río de Janeiro. La canción fue usada en un comercial de los Estados Unidos entre el 2005 y el 2006.
Fue uno de los sencillos menos populares de Kylie Minogue. Ésta ha sido citada varias veces como una de sus canciones favoritas, y a diferencia de Finer Feelings y What Kind of Fool (Heard All That Before) sí fue incluida en el último recopilatorio por el momento de Kylie, Ultimate Kylie. Esta fue la última canción que hizo Minogue con PWL y Stock Aitken Waterman.

## Formatos
Sencillo en CD
1. «Celebration»
2. «Celebration» - Have a Party Mix
3. «Let's Get to It» (12" Mix) - 4:52

7" Sencillo
1. «Celebration»
2. «Let's Get to It» - 3:50

12" Sencillo
1. «Celebration» - Have a Party Mix
2. «Let's Get to It» (12" Mix) - 4:52

Australia Sencillo en CD
1. «Celebration»
2. «Celebration» - Have a Party Mix
3. «Too Much of a Good Thing»

## Posicionamiento
| Listas                        | Posición |
| ----------------------------- | -------- |
| Australian ARIA Singles Chart | 21       |
| UK Singles Chart              | 20       |
| Irish Singles Chart           | 11       |

- Datos: Q5760085